# Helénsstugan
Helénsstugan i Helénsparken är Skövdes äldsta bostadshus och en av få byggnader från tiden före stadsbranden 1759 och är ett byggnadsminne sedan 1979. Stugan ligger mitt i centrala Skövde och tillhör Skövde stadsmuseums utställningar.
Stugan är byggd någon gång under 1700-talet och köptes av Skövde stad 1916 då dess ägare Charlotta Helén dog.